# Seri Ozaki
Seri Ozaki, född 22 september 2002, är en japansk fäktare som tävlar i sabel.

## Karriär
Vid OS 2024 ingick Ozaki i det japanska laget som tog brons i sabel.